# شبدر شور
شبدر شور (نام علمی: Glaux maritima) نام یک گونه از تیره پامچالیان است.